# Велика Греція

Мапа Великої Греції у IV ст. до н. е.
Кольорами виділено діалекти грецьких колоністів:
ахейський (темно-брунатний),
дорійський (жовтогарячий),
іонійський (фіолетовий),
північно-західний (світло-брунатний регіон біля міста Локри на південь від Луканії)

Велика Греція (грец. Μεγάλη Ελλάς, лат. Graecia Magna) — історична область у Південній Італії, що включала південь сучасної Італії на Апеннінському півострові та острів Сицилію.

## Історія поняття
Давньогрецький історик Полібій так назвав цю область за численність грецьких колоній, заснованих на південь від річок Сіларус і Френто, особливо навколо Тарентської затоки. Велика Греція не вживалася на позначення всієї території Нижньої Італії, а тільки для області, зайнятої грецькими містами. Географ Страбон називав навіть самих італійських і сицилійських еллінів Великою Елладою.
Загалом поняття Великої Греції, згідно з античними джерелами, досить мінливе і невизначене чітко. Переважно під ним малися на увазі грецькі колонії поблизу Тарентської затоки та на південь і південний захід від нього, тобто міста Тарент, Метапонт, Гераклея Луканія, Сибаріс, Кротон, Кавлонія, Локри. Іноді сюди зараховувалися і міста західного берега Італії, серед яких Неаполь, Куми, Пестум та інші. Іноді до Великої Греції причисляли взагалі всі грецькі поселення Південної Італії. Деякі автори розповсюджували цю назву навіть на грецькі колонії в Сицилії.

## Історія колонізації
Перші поселення греків на Сицилії, Ліпарських островах і, можливо, у Кампанії відносяться ще до мікенської періоду (друга половина II тисячоліття), проте особливої інтенсивності освоєння італійського регіону досягло до часу, так званої, Великої грецької колонізації VIII—VI століть до н. е. Найдавніша з колоній Великої Греції — Куми, або Кіми, засновані близько 725 до н. е. Засновниками колоній були:
- частково дорійці: зі Спарти (колонія Тарент), Коринфа (колонія Сіракузи), Мегари (колонія Мегари Гіблейські);
- частково іонійці з Евбеї (Куми, Неаполь, Дікеархія, Регій, Наксос Сицилійський і т. д.);
- почасти пелопоннеські ахейці (Кротон, Сибаріс, Метапонт та інші міста);
- почасти озольські локрійці (колонія Локри).
- деякі колонії, у свою чергу, засновували нові поселення; наприклад, Посідонія заснована Сібарісом, Гераклея Луканія — Тарентом, Кавлонія — Пандосієм і Теріна — Кротоном.

## Розвиток міст
Деякі з цих міст рано досягли великої могутності і значного багатства, тому нерідко славились казковою розкішшю та марнотратством, зокрема, Сібаріс і Тарент. Мистецтво тут досягло високого розвитку, що доводять руїни храмів Посідонії і Метапонта, а також Сіракуз, Селінунта та інших міст Сицилії. Італіотські монети міст відрізняються витонченістю.
В науках колонії Великої Греції значної ролі не відіграли. Нижній Італії, однак, належить одне із чудових явищ грецької культури — філософсько-політичний союз піфагорійців. Якщо залишити осторонь Сицилію, сила італіотів швидко впала після варварського руйнування Сібаріса (511 до н. е.) Кротоном. З того часу італійські племена сабеллів в багатьох місцях взяли верх над еллінізмом. Наприкінці V ст. до н. е. утворюється союз італіотів, який після цього під впливом зовнішніх чинників декілька разів розпадався та відновлювався. Остаточно припинив існування близько 272 року до н. е.
З часу підкорення Нижньої Італії римлянами 270 до н. е. дедалі більше став поширюватися тут римський елемент, хоча поряд з ним зберігалися і грецька мова, і грецькі звичаї до часів Римської імперії, а в Неаполі — навіть до початку правління імператора Юстиніана I. Візантійське панування, що тривало до 11 століття, дало грецькій складовій культури, зокрема в Калабрії, нові сили, і тільки араби і нормани спромоглись її усунути. Умовно виниклі італо-грецькі говірки називають італо-румейською мовою.

## Перелік міст
| - Агригент - Акри - Гела - Гелор - Гераклея Міноя - Гімера - Гіппоній - Елея - Кавлонія - Камаріна - Касмени - Кротон - Куми | - Лауда - Леонтіни - Локри - Матавр - Медма - Мессіна - Метавр - Метапонт - Міли - Наксос Сицилійський - Неаполь - Пестум - Пітекусси | - Дикеархія - Регій - Селінунт - Сібаріс - Сіракузи - Сіріс - Скідр - Тавріан - Тарент - Теріна - Турій |